# Dibrova, Sînelnîkove
Dibrova (în ucraineană Діброва) este localitatea de reședință a comunei Dibrova din raionul Sînelnîkove, regiunea Dnipropetrovsk, Ucraina.

## Demografie
Componența lingvistică a localității Dibrova
     Ucraineană (91,04%)
     Rusă (8,96%)
Conform recensământului din 2001, majoritatea populației localității Dibrova era vorbitoare de ucraineană (91,04%), existând în minoritate și vorbitori de rusă (8,96%).